# Gutachtenstil

Le Gutachtenstil est une façon de rédiger une analyse juridique d'un cas, utilisée dans les études de droit en Allemagne (de). Ce style est caractérisé par une structure de syllogisme judiciaire en quatre étapes, répétée pour chaque règle de droit prise en considération. Il s'agit avant tout d'un outil pédagogique visant à former les étudiants juristes à une réflexion rigoureuse sur l'application du droit aux faits.

## Signification
Gutachtenstil signifie « style à la manière d'un rapport d'expertise (de) ».

## Méthode
Les quatre étapes sont les suivantes:
1. Chapeau
2. Définition
3. Subsomption
4. Conclusion

## Intérêt pédagogique
Le Gutachtenstil permet de confronter les étudiants à un exercice pratique nécessitant l'application des connaissances théoriques de manière explicite et détaillée. Il est presque exclusivement utilisé dans un cadre pédagogique : les juristes confirmés utilisent bien plus volontiers le style Urteilsstil (de).